# Seconda spedizione antartica sovietica
La seconda spedizione antartica sovietica fu condotta dal 7 novembre 1956 al 1958. Era comandata da Aleksei Tryoshnikov e utilizzò tre navi  per il trasporto del personale scientifico e dei materiali. La parte scientifica della spedizione antartica sovietica sulla nave Ob era sotto il comando di I. V. Maksimov.

## Organizzazione
Per il trasporto dei membri e delle attrezzature della spedizione furono impiegate tre navi azionate da motori a trasmissione mista diesel-elettrica. 
Le navi erano:
- RV Ob, l'ammiraglia al comando del capitano I. A. Man; si trattava di un rompighiaccio di 130 m di lunghezza e 12.600 tonnellate di stazza.
- RV Lena, al comando del capitano A. I. Vetrov; anch'essa era un rompighiaccio di 130 m di lunghezza e 12.600 tonnellate di stazza.
- la Kooperatsiya, al comando del capitano A. S. Yantselevich, utilizzata per il trasporto delle vettovaglie e dei materiali.

L'ammiraglia RV Ob lasciò il porto di Kaliningrad il 7 novembre 1956.

## Scopi
Gli scopi principali della spedizione erano:
1. Dare il cambio alla prima spedizione antartica sovietica partita l'anno precedente.
2. Svolgere le attività di pertinenza sovietica relative all'Anno geofisico internazionale, che includevano la mappatura dei ghiacciai antartici, la registrazione delle forme di vita animale presenti in Antartide oltre ad altre analisi di interesse scientifico collegato.
3. Organizzare due basi di ricerca scientifica in prossimità del Polo Sud geomagnetico e del Polo dell'inaccessibilità.
4. Una traversata dell'Altopiano Antartico con slitte e trattori per compiere studi di glaciologia.
5. Svolgere studi di oceanografia durante la rotta navale verso l'Antartide.